# 中泊町
中泊町（なかどまりまち）は、青森県の津軽半島中央部に位置する町で、北津軽郡に属する。

## 地理
元々隣接していない2町村が合併して誕生した経緯を持ち、旧中里町域、旧小泊村域の2つに分かれた飛地となっている。
- 山：中山峠、玉清水山、袴腰岳、横岳
- 河川：岩木川、鳥足沢、柏木沢、今泉川、鍋越沢、ササ沢、湯ノ沢、切明沢、母沢、相ノ股沢、倉ノ沢、中ノ股沢、薄市川、田ノ沢、鳥谷川、馬鹿川、西川、三本川、石川、尾別川、猪ヶ沢、馬坂沢、中里川、滝ノ沢、宮野沢川、苗代沢、母沢、衛門四郎沢、大石沢、新河
- 湖沼： 十三湖、上高根溜池、大沢内溜池

### 隣接している自治体
- 五所川原市、つがる市
- 東津軽郡：蓬田村、外ヶ浜町

## 歴史
- 2005年（平成17年）3月28日 - 北津軽郡中里町・小泊村が新設合併し、中泊町が発足。
- 2022年（令和4年）8月9日 - 集中豪雨に見舞われ床上浸水48棟、床下浸水34棟[1]。

- 旧中里町の町域
- 旧小泊村の村域

## 行政
- 町長：濱舘豊光（2017年4月24日就任、1期目）
- 町議会：定数15人（2019年1月16日 - 2023年1月15日）

### 歴代町長
| 代 | 氏名     | 就任          | 退任   | 備考 |
| -- | -------- | ------------- | ------ | ---- |
| 1  | 小野俊逸 | 2005年        | 2017年 |      |
| 2  | 濱舘豊光 | 2017年4月24日 | 現職   |      |

## 姉妹都市・提携都市

### 国内
- 宮崎県小林市 - 2001年（平成13年）11月11日 教育・文化・産業の交流
- 栃木県那須烏山市 - 教育・文化の交流

## 地域

### 人口
平成27年国勢調査より前回調査からの人口増減を見ると、12.21％減の11,187人であり増減率は県下40市町村中35位。
| |                                        |  |
| 中泊町と全国の年齢別人口分布（2005年） | 中泊町の年齢・男女別人口分布（2005年） |  |
| ■紫色 ― 中泊町 ■緑色 ― 日本全国 | ■青色 ― 男性 ■赤色 ― 女性              |  |
| 中泊町（に相当する地域）の人口の推移 \| 1970年（昭和45年） \| 21,061人 \| \| \| 1975年（昭和50年） \| 20,165人 \| \| \| 1980年（昭和55年） \| 19,968人 \| \| \| 1985年（昭和60年） \| 18,568人 \| \| \| 1990年（平成2年） \| 17,354人 \| \| \| 1995年（平成7年） \| 15,998人 \| \| \| 2000年（平成12年） \| 15,325人 \| \| \| 2005年（平成17年） \| 14,184人 \| \| \| 2010年（平成22年） \| 12,743人 \| \| \| 2015年（平成27年） \| 11,187人 \| \| \| 2020年（令和2年） \| 9,657人 \| \| |                                        |  |
| 総務省統計局 国勢調査より |                                        |  |
| 1970年（昭和45年） | 21,061人                               |  |
| 1975年（昭和50年） | 20,165人                               |  |
| 1980年（昭和55年） | 19,968人                               |  |
| 1985年（昭和60年） | 18,568人                               |  |
| 1990年（平成2年） | 17,354人                               |  |
| 1995年（平成7年） | 15,998人                               |  |
| 2000年（平成12年） | 15,325人                               |  |
| 2005年（平成17年） | 14,184人                               |  |
| 2010年（平成22年） | 12,743人                               |  |
| 2015年（平成27年） | 11,187人                               |  |
| 2020年（令和2年） | 9,657人                                |  |

### 教育

#### 小学校
- 中泊町立中里小学校
- 中泊町立武田小学校
- 中泊町立薄市小学校
- 中泊町立小泊小学校

#### 中学校
- 中泊町立中里中学校
- 中泊町立小泊中学校

#### 高等学校
- 青森県立中里高等学校
- 青森県立金木高等学校小泊分校（2008年・金木高等学校へ統合）

#### 学校教育以外の施設
- 中里職業能力開発校（認定職業訓練による職業訓練施設）

### 神社・寺院
- 中里八幡宮
- 胸肩神社
- 猿賀神社
- 弘法寺
- 妙法寺
- 弘誓寺
- 般若寺
- 善導寺
- 真勝寺
- 光勝寺

## 産業
農業、林業の第一次産業が主。

### 郵便
- 中里郵便局（集配局） (84051)
- 小泊郵便局 (84038)
- 武田郵便局 (84123)
- 内潟郵便局 (84134)
- 下前簡易郵便局 (84708)

### 金融機関
- 青森みちのく銀行…指定金融機関
  - 中里支店・小泊支店
  - こどまり事務所
- つがるにしきた農業協同組合
  - 津軽北部統括支店

## 交通

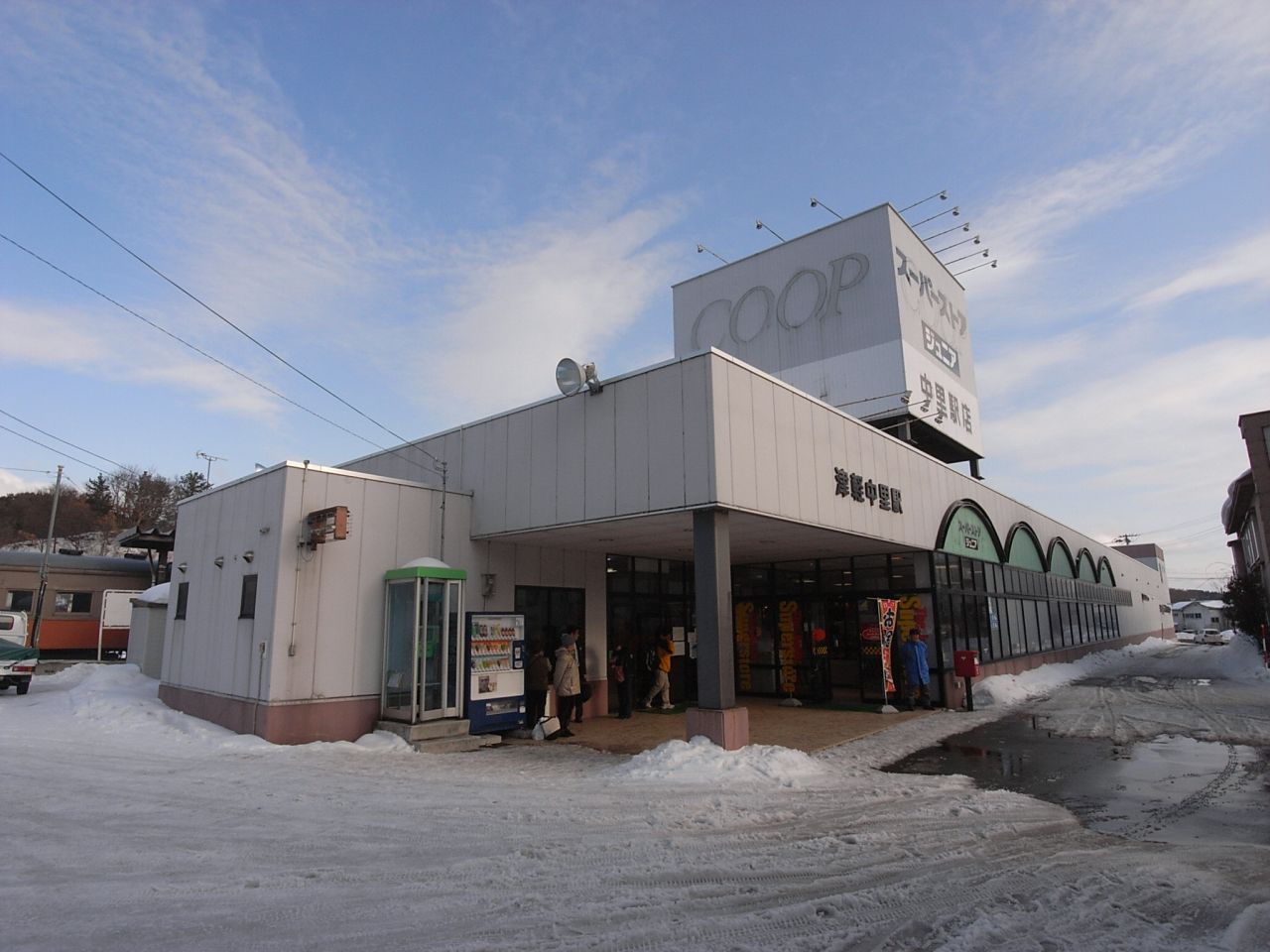
津軽中里駅

### 鉄道
津軽鉄道
- 津軽鉄道線：大沢内駅 - 深郷田駅 - 津軽中里駅

町域（国道339号龍泊ライン沿い）を北海道新幹線および海峡線が通過しているが、青函トンネルでの通過のため町内に利用可能駅は存在しない。

### バス
- 弘南バス
  - 長富・金木・中里・小泊線（五所川原 - 金木 - 中里 - 相内 - 下前 - 小泊）
  - 十三線（五所川原 - 木造 - 車力 - 十三 - 相内 - 下前 - 小泊）
  - 津軽中里駅 - 奥津軽いまべつ駅
- 中泊町地域間連絡バス（弘南バス運行委託）
  - 中里パルナス - 小泊診療所前

### 道路
- 国道339号
- 青森県道12号鰺ケ沢蟹田線
- 青森県道102号大沢内停車場線
- 青森県道103号津軽中里停車場線
- 青森県道183号富野大沢内停車場線
- 青森県道189号富萢薄市線
- 青森県道197号神原中里線

## 名所・旧跡・観光スポット・祭事・催事
- 十三湖
- 不動の滝
- なかさとまつり（なにもささ踊り）
- 尾別牧場
- 大導寺牧場
- 滝ノ沢ふるさと砂防愛ランド
- 中里城史跡公園
- 中里城遺跡 〔中里字亀山〕県史跡[2]
- 町立博物館 〔中里字紅葉坂〕
- 中泊町森林公園
- 桜づつみ公園
- 権現崎
- 小説「津軽」の像記念館
- 道の駅こどまり
- 宮越家 ‐ かつて一大豪農で、大英博物館所蔵「秋冬花鳥図」の襖絵及びその裏面だったのではないかとみられるシアトル美術館所蔵の「琴棋書画図」の襖絵と、一連のものとされる18面の狩野派絵師による襖絵、小川三知によるステンドグラスなど、贅を尽くした離れと庭園で知られる（春秋のみの公開)[3][4]。

## 出身有名人
- 井沼清七 - 陸上競技選手、1928年アムステルダムオリンピック日本代表[5]
- 米塚義定 - 柔道家、元アメリカ柔道連盟会長、柔道アメリカ代表監督（1984年ロサンゼルス大会、1988年ソウル大会）
- 源氏山頼五郎 - 元大相撲力士、最高位関脇
- 十三ノ浦金四郎 - 元大相撲力士、最高位前頭
- 津軽國芳隆 - 元大相撲力士、最高位十両
- 出羽の花義貴 - 元大相撲力士、最高位関脇
- 朝乃涛誠 - 元大相撲力士、最高位十両
- 宝富士大輔 - 現役大相撲力士、最高位関脇
- 阿武咲奎也 - 現役大相撲力士、最高位小結
- 升田世喜男 - 衆議院議員（旧小泊村）
- 升田敏則 - 実業家、大手芸能プロダクションビーイング社長
- 三上寛 - フォークシンガー[6]
- 三上枝織 - 声優
- 横山ひでき - ローカルタレント（旧中里町）